# 沃氏黏盲鰻
沃氏黏盲鰻，為盲鳗科黏盲鰻屬的其中一種，分布於西北太平洋日本海域，為深海魚類，棲息深度75-120公尺，體延長呈圓柱狀，體後方側扁，眼退化為皮膚所覆蓋，無上下頜，口腔外緣具3對鬚，6對鰓囊，前鰓黏液孔16-20個，黏液孔總數69-79個，腹面鰭褶發展不良或退化，體長可達51.8公分，主要棲息在大陸坡泥底部，屬肉食性，主要以腐屍為食，沒有交配器官，性腺位於腹膜腔內，卵巢位於性腺的前部，睾丸位於性腺的後部，若性腺的顱部發育，則成為雌性；若性腺的尾部發生分化，則成為雄性，生活習性不明。